# Президентские выборы в Эквадоре (1878)
Непрямые президентские выборы в Эквадоре проходили 21 апреля 1878 году для избрания конституционного президента и конституционного вице-президента на 9-м Учредительном собрании. В результате президентом стал Игнасио де Вейнтимилья, избранный на четырёхлетний срок.

## Предвыборная обстановка
Столкнувшись с провалом кампании Антонио Борреро по созыву нового Учредительного собрания, чтобы заменить Конституцию Эквадора Габриеля Гарсия Морено (т.н. Carta Negra), народное недовольство усилилось. Это привело к военному свержению правительства генералом Игнасио де Вейнтимильей в 1876 году. Получив народный мандат на перемены и либерализацию, Вейнтимилья провозгласил себя верховным главой государства и правил как диктатор в течение двух лет во время экономического процветания в период какао-бума, управляя каудиллистским и персоналистским стилем независимо от традиционных групп политических партий, настраивая либералов и горожан в свою пользу, что являлось беспрецедентным фактом в истории страны. В 1878 году, пользующийся большой популярностью, Вейнтимилья созвал Учредительное собрание, которое сначала избрало его временным президентом, а затем избрало его и конституционным президентом сроком на 4 года. Вейнтемилла считается первым президентом Эквадора с популистским стилем правления.

## Результаты
| Кандидат                      | Голоса                   | Голоса                   |
| Кандидат                      | 26/01/1878 Промежуточные | 21/04/1878 Окончательные |
| ----------------------------- | ------------------------ | ------------------------ |
| Игнасио де Вейнтимилья        | 42                       | 48                       |
| Пасифико Чирибога             | 0                        | 3                        |
| Теодоро Гомес де ла Ганготена | 0                        | 2                        |
| Педро Карбо                   | 0                        | 2                        |
| Франсиско Агирре Абад         | 0                        | 1                        |
| Педро Монкайо-и-Эспарса       | 0                        | 1                        |
| Голосов против                | 15                       | 0                        |
| Источники:                    |                          |                          |